# Сооторо
Сооторо (Силы обороны Гозарто, сир. ܚܝܠܘ̈ܬܐ ܕܣܘܬܪܐ ܕܓܙܪܬܐ, араб. سوتورو‎) – отряды регионального ополчения, базирующиеся в Эль-Камышлы (мухафаза Хасеке) и состоящие преимущественно из местных ассирийских христиан, жителей арамейских сообществ Сирии и представителей армянской общины, которые были сформированы после начала гражданской войны в Сирии в 2011 году. Сооторо связаны с Гражданским комитетом мира, созданным сирийскими христианскими общинами (относящимся к восточной Сиро-яковитской православной церкви). Представители отрядов сооторо являются союзниками правительства Сирии и президента Башара Асада.

## Начало организации самообороны
Сооторо из Эль-Камышлы не стоит путать с полицейскими силами Суторо (названия которых в ассирийском языке совпадают), которые связаны с Партией сириакского союза и интегрированы в администрацию Федерации Северной Сирии (Сирийский Курдистан или Рожава). В феврале 2013 года отряды суторо (полицейских подразделений, сформированных из этнических ассирийцев) из Эль-Камышлы начали открытую операцию в пригороде Аль-Вуста, населённом преимущественно христианами (большинство населения в нём – ассирийцы-сириаки, а значимым меньшинством является армянская община). Первоначально силы обороны сооторо были организованы Партией сириакского союза (ПСС), а ополчение Эль-Камышлы находилось под контролем так называемого «комитета мира», который был сформирован при участии нескольких христианских сообществ и групп, которые проживали в городе. Вскоре ПСС утратило какое-либо влияние на силы самообороны сооторо, которая впоследствии начала воспринимать бойцов из военизированных групп сооторо как агентов сирийского правительства, к которому ПСС была настроена в целом настороженно.

## Отделение от Партии сириакского союза
Во второй половине 2013 года разрыв между группами ополчения и основной частью ПСС стал очевиден. В настоящий момент ополченцы сооторо предпочитают транскрибировать своё название именно в такой форме (сознательно изменив его, чтобы отличаться от суторо), избрали для себя новый логотип . В ноябре 2013 года пресс-центр сооторо распространил сведения о том, что их силы самообороны размещены исключительно на территории Эль-Камышлы и не собираются перемещаться в другие места.  Одновременно силы сопротивления сооторо выдвинули обвинения в адрес ряда повстанческих групп за пределами Эль-Камышлы, которые якобы присвоили себе их имя. С декабря 2013 года сооторо принципиально отказались от декларации какой-либо связи с другими группами, обслуживающими интересы ПСС. Несмотря на стремление сохранить формальный нейтралитет, сооторо могут восприниматься как проправительственные военизированные группировки, защищающие позиции законного правительства Асада. Часто в пресс-сообщениях члены ополчения сооторо часто фигурируют на фотографиях с государственной символикой Сирийской Арабской Республикой и портретами Башара Асада, а флаги с символикой сооторо часто фигурируют на митингах в поддержку Башара Асада .

## Контроль над районами Эль-Камышлы. Верность правительству Асада
В настоящий момент Камышлы является фактически последним крупным населённым пунктом, на северо-востоке Сирии, который находится под частичным контролем правительства САР благодаря сооторо, в то время как большинство других городов провинции Эль-Хасака контролируются военизированными подразделениями Курдской автономии. Армейские группировки курдов установили контроль над теми районами и пригородами Камышлы, в которых проживает преимущественно курдское гражданское население. Часть районов и кварталов, в которых проживает в основном арабское и ассирийское населения, управляемое силами самообороны, верными арабским гражданским группам и тем организациям ассирийцев, которые не всегда выступают на стороне Асада. Эти районы располагаются преимущественно в южной части города. Также антиправительственные арабские и ассирийские группы контролируют центр Камышлы, сирийско-турецкую границу, аэропорт Камышлы и южные окрестности города, где располагается военная база. Установление лоялистами контроля над ополчением Камышлы является важным шагом правительства Сирии, направленным на усиление своих позиций в городе.

## Идеология
Лидеры сооторо в последнее время заявляли о своей приверженности ценностям, которые разделяет правительство Сирии. Представители сооторо в начале 2016 года заявили: «Мы будем бороться и не позволим, чтобы повторилось то, что произошло 100 лет назад (имеются в виду массовые расправы, устроенные турками и курдами в отношение христиан – ассирийцев и армян), да здравствует Сирия для всех своих детей!»

## Возрастание напряжённости в конце 2015 - начале 2016 года
В конце 2015 года в районах, населённых ассирийцами-христианами, произошёл ряд взрывов, в организации которых лидеры сооторо обвиняют курдов, которые якобы могли способствовать террористам ДАИШ. Между тем, в начале 2016 года участились случаи нападения курдских военизированных отрядов на отряды ополчения сооторо. В частности, в январе 2016 года ополченцы из Курдских отрядов народной самообороны (YPG) совершили нападение на ассирийских ополченцев сооторо. Неожиданная атака на позиции христианского ополчения произошла в районе Аль-Вуста. В результате столкновения погиб боец христианской милиции Гозарто, а трое случайных прохожих получили ранения. Источник христианских ополченцев отметил, что боестолкновение продолжалось более часа; также поступило сообщение о трёх убитых со стороны Курдских отрядов народной самообороны, но подтвердить эти сведения было сложно, так как тела погибших не были обнаружены на месте вооружённого столкновения.
На протяжении всего периода гражданского противостояния в Сирии бойцы христианской милиции Гозарто выполняют патрульную службу в других районах, где проходят активные боевые действия, контролируют блокпосты, поставляют военные грузы и медикаменты правительственным войскам. В частности, бойцы сооторо участвовали в боях за освобождение Садада и Эль-Карьятейна. В деятельности христианской милиции Гозарто также принимают участие девушки.
21 апреля на входе в штаб курдских ополченцев террорист-смертник осуществил самоподрыв. Ответственность за теракт взяла на себя ИГИЛ. В то же время отряды курдской полиции «Асайиш» повели атаку на лоялистские «Силы национальной обороны». Вокруг Зоны безопасности и квартала Аль-Вуста начались ожесточённые боестолкновения. А в результате «Асайиш» установила полный контроль над городской тюрьмой Алая, расположенной на восточных окраинах города. Вскоре последовало вмешательство подразделений регулярной армии Сирии, которая совместно с бойцами самообороны сооторо отогнала курдскую полицию. В итоге конфликт был погашен при участии посредников из России и Ирана.